# Kaiserstraße 25 (Quedlinburg)

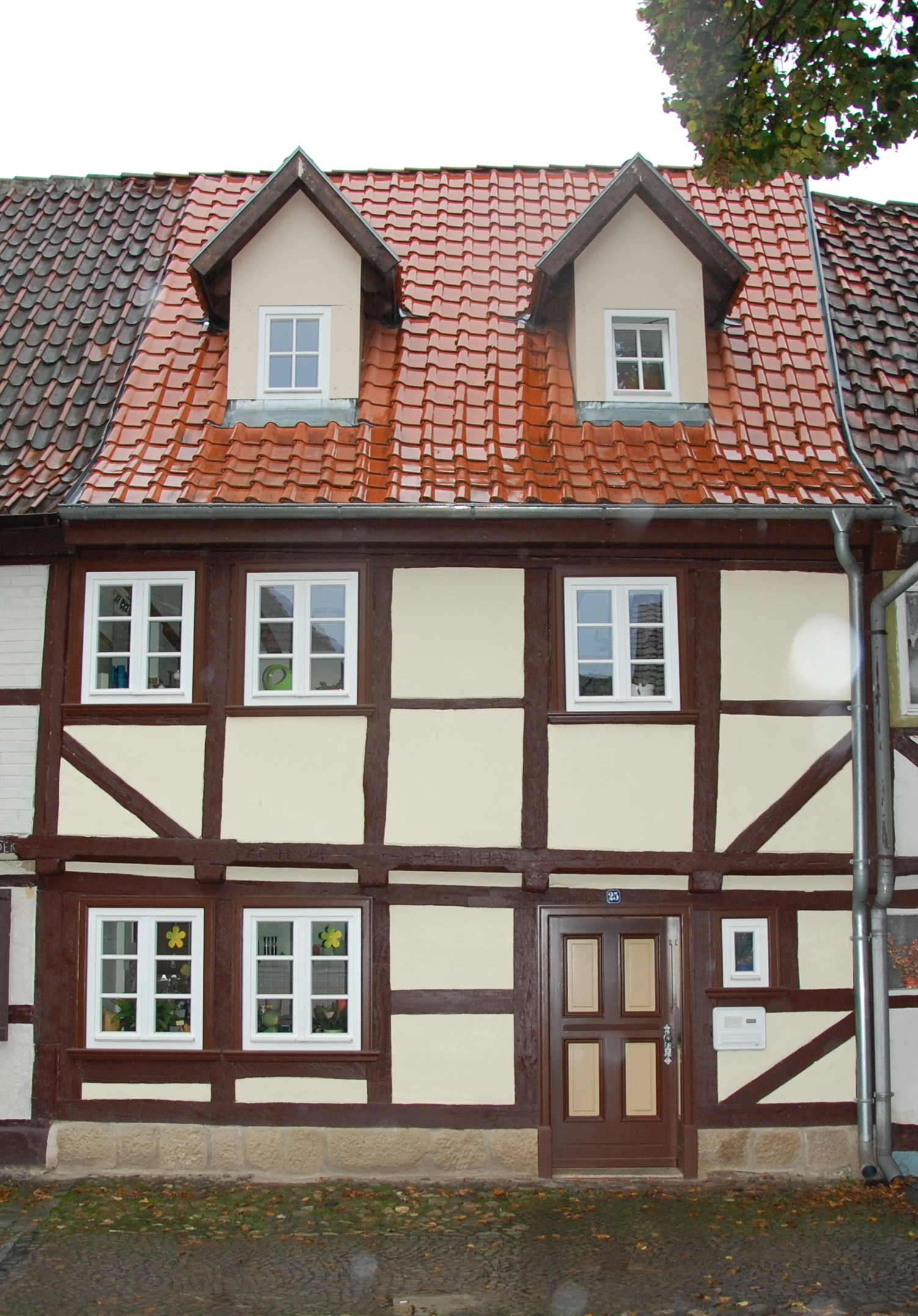
Kaiserstraße 25

Das Haus Kaiserstraße 25 ist ein denkmalgeschütztes Gebäude in der Stadt Quedlinburg in Sachsen-Anhalt.

## Lage
Es befindet sich in der historischen Quedlinburger Neustadt auf der Südseite der Kaiserstraße und ist im Quedlinburger Denkmalverzeichnis als Wohnhaus eingetragen. Östlich grenzt das gleichfalls denkmalgeschützte Haus Kaiserstraße 24, westlich das Haus Kaiserstraße 26 an.

## Architektur und Geschichte
Das schlichte zweigeschossige Fachwerkhaus entstand um 1720. In den Eckgefachen befinden sich Fußstreben. Sowohl an den Fußstreben als auch an der Stockschwelle sind Fasen angebracht.
Die Haustür des Gebäudes stammt bereits aus der Zeit um 1800, wurde jedoch in späterer Zeit verändert.